# Milan Gulaš
Milan Gulaš (* 30. prosince 1985 České Budějovice) je bývalý český hokejový útočník naposledy hrající v české nejvyšší soutěži za tým Banes Motor České Budějovice.

## Kariéra

### Klubová kariéra
Milan Gulaš, profesionální hokejista, je odchovanec českobudějovického hokeje – v pěti letech jej k němu dovedl tatínek, v minulosti sám aktivní hokejista. V Českých Budějovicích prošel mládežnickými, dorosteneckými i juniorskými týmy a v sezóně 2003/04 odehrál v 49. kole v Litvínově svůj první extraligový zápas. V průběhu následující sezóny zamířil sbírat zkušenosti do Indiana Ice, týmu nižší zámořské soutěže USHL. Po návratu do Českých Budějovic hrál především za juniory, ovšem v play off nastupoval i v extralize dospělých a v pátém zápase semifinálové série proti Slavii si připsal svůj první extraligový gól. Od sezóny 2006/07 byl stabilním členem extraligového kádru HC Mountfield a s výjimkou hostování v SK HS Třebíč a HC Kladno v něm působil až do roku 2012, kdy přestoupil do Plzně. V sezóně 2007/08 s týmem získal bronzovou medaili. Dvakrát se stal nejlepším střelcem svého týmu (v sezónách 2009/10 a 2010/11) a dvakrát nejproduktivnějším hráčem týmu (v sezónách 2010/11 a 2011/12).
Třikrát za sebou se stal nejproduktivnějším hráčem Tipsport extraligy za nejvíce bodů na konci základní části sezóny: v sezóně 2017/2018 za 48 zápasů 61 bodů (23 + 38), 2018/2019 za 51 zápasů 62 bodů (30 + 32), 2019/2020 za 52 zápasů 76 (35 + 41). Stal se také dvakrát po sobě v roce 2018 a v roce 2019 nejlepším hokejistou sezóny Tipsport extraligy a v letech 2019 a 2020 nejlepším střelcem. V roce 2020 (kdy vzhledem k vyhlášení nouzového stavu na území ČR a souvisejícím opatřením kvůli pandemii koronaviru byla vyřazovací část - play off zrušena) byl v anketě celkem třiceti vrcholných expertů a klubových trenérů vyhlášen jasně nejlepším extraligovým hokejistou sezóny.
Dne 23. března 2025 po prohře ve čtvrtfinále s týmem HC Dynamo Pardubice oznámil konec profesionální hokejové kariéry.

### Reprezentační kariéra
Reprezentační zkušenosti získával již v mládežnických kategoriích, především v reprezentaci do 20 let odehrál několik turnajů, na mistrovství světa hráčů do 20 let se však nedostal. V březnu 2010 byl pozván na první reprezentační kemp před mistrovstvím světa. Po absolvování celého sedmitýdenního přípravného kempu odcestoval jako náhradník na Mistrovství světa v Německu. Mistrovství se účastnil v průběhu tří utkání v základní skupině, s českým týmem však pouze trénoval a když po skončení základní části trenér Růžička uzavřel kádr, vrátil se Gulaš domů, aniž by odehrál na šampionátu nějaký zápas. Do reprezentace jej v následující sezóně nominoval i staronový kouč Alois Hadamczik. Zúčastnil se turnajů Karjala cup 2010, kde odehrál zápasy proti Švédsku a Rusku, a LG Hockey Games 2011. Přípravný kemp absolvoval i před mistrovstvím světa 2011 a odehrál 6 reprezentačních utkání v rámci Euro Hockey Challenge 2011, před Czech Hockey Games 2011, byl však z kádru vyřazen. Po dvouleté odmlce jej trenér Hadamczik v březnu 2013 nominoval na přípravný kemp před MS 2013. Byl členem širšího výběru reprezentace na Zimní olympijské hry 2018 v jihokorejském Pchjongčchangu, zranění ho ale vyřadilo ze sestavy. Do hry tak zasáhl až na MS 2019.

## Ocenění a úspěchy
- 2006 ČHL-20 - Nejvíce vstřelených vítězných branek
- 2011 ČHL - Nejvíce vstřelených branek v oslabení
- 2013 ČHL - Nejlepší hráč v pobytu na ledě (+/-)
- 2014 AHL - All-Star Game (Färjestad BK)
- 2018 ČHL - Nejlepší nahrávač
- 2018 ČHL - Nejproduktivnější hráč
- 2018 ČHL - Hokejista sezony
- 2019 ČHL - Nejlepší hráč utkání
- 2019 ČHL - Nejlepší střelec
- 2019 ČHL - Nejproduktivnější hráč
- 2019 ČHL - Hokejista sezony
- 2020 ČHL - Nejlepší střelec
- 2020 ČHL - Nejproduktivnější hráč
- 2020 ČHL - Nejlepší hráč utkání
- 2020 HLM - Nejlepší střelec

## Prvenství

### ČHL
- Debut - 20. února 2004 (HC Chemopetrol Litvínov proti HC České Budějovice)
- První asistence - 30. října 2005 (HC České Budějovice proti HC Slavia Praha)
- První gól - 5. března 2006 (HC Slavia Praha proti HC České Budějovice, českému brankáři Petru Fraňkovi)
- První hattrick - 19. prosince 2012 (HC Škoda Plzeň proti Bílí Tygři Liberec)

### KHL
- Debut - 30. ledna 2013 (SKA Petrohrad proti Metallurg Magnitogorsk)
- První gól - 1. března 2013 (Metallurg Magnitogorsk proti Salavat Julajev Ufa, finskému brankáři Iiro Tarkki)
- První asistence - 3. března 2013 (Salavat Julajev Ufa proti Metallurg Magnitogorsk)

## Klubová statistika
| Sezóna       | Klub                         | Soutěž       |     | Základní část | Základní část | Základní část | Základní část | Základní část |    | Play off | Play off | Play off | Play off | Play off |
| Sezóna       | Klub                         | Soutěž       | Z   | G             | A             | B             | TM            | Z             | G  | A        | B        | TM       |          |          |
| 2003-04      | HC České Budějovice          | ČHL          | 1   | 0             | 0             | 0             | 0             | —             | —  | —        | —        | —        |          |          |
| 2004-05      | Indiana Ice                  | USHL         | 30  | 12            | 10            | 22            | 18            | 3             | 0  | 0        | 0        | 4        |          |          |
| 2005-06      | HC České Budějovice          | ČHL          | 3   | 0             | 1             | 1             | 0             | 6             | 1  | 0        | 1        | 2        |          |          |
| 2005-06      | HC Strakonice                | 2.ČHL        | 2   | 0             | 0             | 0             | 12            | —             | —  | —        | —        | —        |          |          |
| 2006-07      | HC Mountfield                | ČHL          | 49  | 1             | 4             | 5             | 20            | 9             | 1  | 0        | 1        | 2        |          |          |
| 2006-07      | SK Horácká Slavia Třebíč     | 1.ČHL        | 13  | 3             | 3             | 6             | 16            | —             | —  | —        | —        | —        |          |          |
| 2007-08      | HC Mountfield                | ČHL          | 19  | 2             | 0             | 2             | 12            | 12            | 1  | 1        | 2        | 12       |          |          |
| 2007-08      | HC GEUS OKNA Kladno          | ČHL          | 21  | 2             | 6             | 8             | 18            | —             | —  | —        | —        | —        |          |          |
| 2007-08      | BK Mladá Boleslav            | 1.ČHL        | 6   | 1             | 0             | 1             | 6             | —             | —  | —        | —        | —        |          |          |
| 2008-09      | HC Mountfield                | ČHL          | 48  | 14            | 6             | 20            | 24            | —             | —  | —        | —        | —        |          |          |
| 2009-10      | HC Mountfield                | ČHL          | 52  | 14            | 16            | 30            | 44            | 5             | 2  | 3        | 5        | 2        |          |          |
| 2010-11      | HC Mountfield                | ČHL          | 51  | 23            | 21            | 44            | 62            | 5             | 0  | 3        | 3        | 6        |          |          |
| 2011-12      | HC Mountfield                | ČHL          | 50  | 17            | 25            | 42            | 50            | 5             | 0  | 1        | 1        | 27       |          |          |
| 2012-13      | HC Škoda Plzeň               | ČHL          | 44  | 27            | 28            | 55            | 28            | —             | —  | —        | —        | —        |          |          |
| 2012-13      | Metallurg Magnitogorsk       | KHL          | 4   | 0             | 0             | 0             | 0             | 7             | 4  | 1        | 5        | 8        |          |          |
| 2013-14      | Metallurg Magnitogorsk       | KHL          | 22  | 2             | 3             | 5             | 18            | —             | —  | —        | —        | —        |          |          |
| 2013-14      | Färjestad BK                 | SHL          | 26  | 10            | 13            | 23            | 34            | 15            | 5  | 2        | 7        | 14       |          |          |
| 2014-15      | Färjestad BK                 | SHL          | 53  | 20            | 20            | 40            | 26            | 3             | 0  | 4        | 4        | 0        |          |          |
| 2015-16      | Färjestad BK                 | SHL          | 51  | 20            | 25            | 45            | 20            | 5             | 1  | 3        | 4        | 14       |          |          |
| 2016-17      | Färjestad BK                 | SHL          | 47  | 8             | 22            | 30            | 30            | 7             | 3  | 1        | 4        | 6        |          |          |
| 2017-18      | HC Škoda Plzeň               | ČHL          | 48  | 23            | 38            | 61            | 50            | 10            | 7  | 2        | 9        | 10       |          |          |
| 2018-19      | HC Škoda Plzeň               | ČHL          | 51  | 30            | 32            | 62            | 46            | 14            | 6  | 8        | 14       | 6        |          |          |
| 2019-20      | HC Škoda Plzeň               | ČHL          | 52  | 35            | 41            | 76            | 38            | —             | —  | —        | —        | —        |          |          |
| 2020-21      | HC Škoda Plzeň               | ČHL          | 47  | 21            | 35            | 56            | 46            | 3             | 0  | 0        | 0        | 6        |          |          |
| 2021-22      | HC Motor České Budějovice    | ČHL          | 45  | 18            | 24            | 42            | 30            | 9             | 5  | 1        | 6        | 35       |          |          |
| 2022-23      | HC Motor České Budějovice    | ČHL          | 47  | 24            | 18            | 42            | 24            | —             | —  | —        | —        | —        |          |          |
| 2023-24      | Banes Motor České Budějovice | ČHL          | 47  | 16            | 24            | 40            | 16            | 10            | 7  | 2        | 9        | 2        |          |          |
| 2024-25      | Banes Motor České Budějovice | ČHL          | 47  | 14            | 27            | 41            | 6             | 8             | 3  | 5        | 8        | 8        |          |          |
| Celkem v ČHL | Celkem v ČHL                 | Celkem v ČHL | 675 | 267           | 319           | 586           | 508           | 99            | 33 | 23       | 56       | 114      |          |          |

## Reprezentace
| Rok                       | Tým                       | Soutěž                    | Z | G | A | B | TM |
| ------------------------- | ------------------------- | ------------------------- | - | - | - | - | -- |
| 2019                      | Česko                     | MS                        | 6 | 1 | 2 | 3 | 0  |
| Seniorská kariéra celkově | Seniorská kariéra celkově | Seniorská kariéra celkově | 6 | 1 | 2 | 3 | 0  |